# 평화의 제단

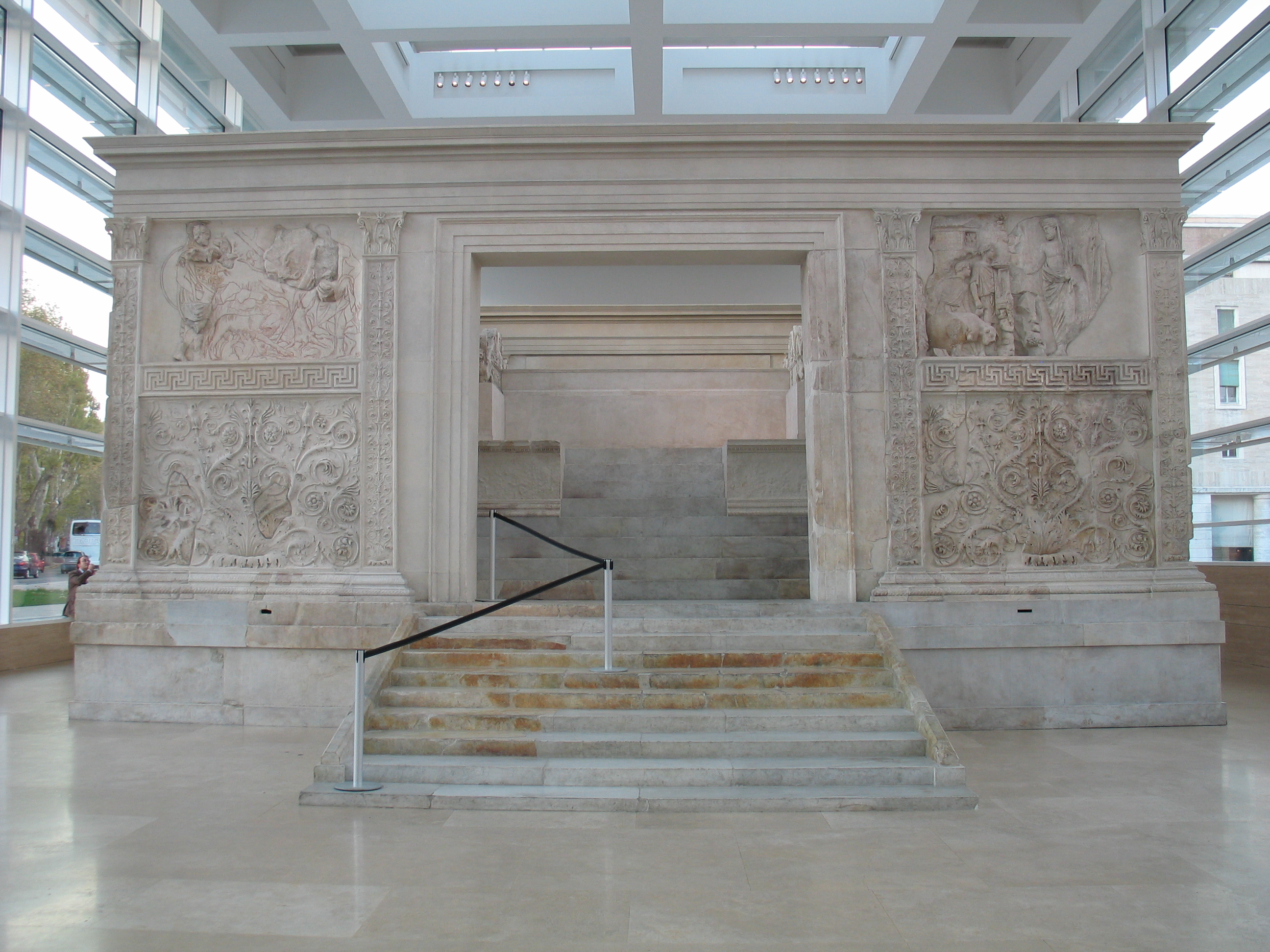
평화의 제단

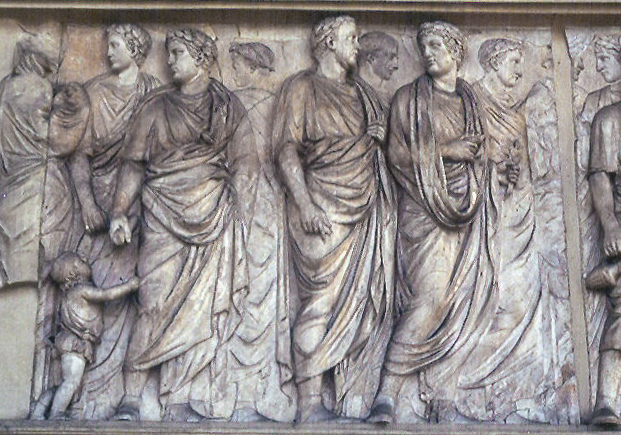
평화의 제단 북쪽부분에 새겨진 율리우스-클라우디우스 황조의 일원들

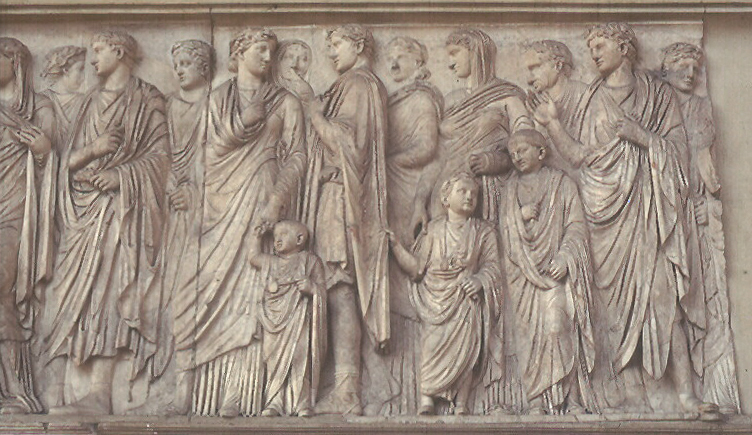
평화의 제단 남쪽부분에 새겨진 사제들과 관리들

아우구스투스의 평화의 제단(라틴어: Ara Pacis Augustae) 또는 평화의 제단은 고대 로마의 제정시대 초반에 지어진 건축물이다. 기원전 13년 7월 4일에 히스파니아와 갈리아에서부터 돌아온 아우구스투스를 맞이하여 원로원에서 평화가 오래 지속되기를 로마의 전통 신들에게 기원하는 목적으로 지었다. 기원전 9년 1월 30일에 아우구스투스의 승리로 얻어낸 평화가 계속되기를 기원하며 봉헌하였다. 제단에는 율리우스-클라우디우스 황조의 일원들과 로마의 군중들이 새겨져 있다.

## 제단
평화의 제단은 하얀 대리석을 사용하여 건설하였으며 온 벽면에 돋을새김이 새겨져 있다. 돋을새김에는 로마의 전통신들을 위한 의식을 치르기 위해 이동하는 행렬이 새겨져 있다. 이 중에는 아우구스투스와 그의 가족들도 새겨져 있다. 돋을새김에 새겨진 이들중 일부는 토가로 머리를 덮은 이들은 사제이다. 어떤 이들은 승리의 상징인 월계관을 쓰고 있다. 평화의 제단에는 남성들뿐만 아니라 여성과 아이들도 새겨져 있다.

### 동쪽과 서쪽 벽면
제단의 동쪽과 서쪽의 벽면에는 각각 두개씩의 패널이 있다. 하나는 잘 보존되어 있으며 나머지 하나는 일부분만 전해진다.

### 북쪽 벽면
평화의 제단의 북면에 새겨진 이들 중에 46명의 인물이 전체 또는 일부가 보존되어있다. 맨 앞의 두명은 릭토르(lictor)로, 속간(fasces, 막대기 묶음으로 집정관의 권위를 나타낸다.)을 들고 있다. 그 뒤에는 사제들이 있으며 이들은 향이 담겨있는 상자를 들고 있다.